# 222 aC
El 222 aC va ser un any del calendari romà prejulià. Durant la República i l'Imperi Romà, era conegut com a any del consolat de Calvus i Marcel (o també any 532 ab urbe condita). L'ús del nom «222 aC» per referir-se a aquest any es remunta a l'alta edat mitjana, quan el sistema Anno Domini va ser el mètode de numeració dels anys més comú a Europa.

## Esdeveniments

### Imperi Selèucida
- Laodice III, filla de Mitridates II del Pont, es casa amb el rei selèucida Antíoc III.[2]

### Antiga Grècia
- Batalla de Sel·làsia, lliurada a Sel·làsia entre Antígon III Dosó del Regne de Macedònia i Cleòmenes III rei d'Esparta.[3]
- Cleòmenes, derrotat, fuig cap a Esparta i no es vol sotmetre a Antígon. Embarca a Gitíon cap a Egipte on la seva mare i els seus fills ja hi eren, com a ostatges de Ptolemeu III Evergetes I (246 aC-222 aC), aliat seu.[4]

### Antiga Roma
- Aquest any són elegits cònsols Gneu Corneli Escipió Calvus i Marc Claudi Marcel.[5]
- Els ínsubres, que havien estat derrotats l'any anterior (223 aC) pels cònsols Publi Furi Fil i Gai Flamini, demanen la pau, però els cònsols rebutgen l'oferiment.[6]
- Els lígurs fan una aliança amb els gesats de més enllà dels Alps, que envien trenta mil homes. Escipió i Marcel envaeixen les planes del riu Po i assetgen la ciutat d'Acerrae. Els gals, amb deu mil homes, responen assetjant Clastídium.[7]
- Batalla de Clastídium. Marc Claudi Marcel s'enfronta als gals i els derrota completament. Obté les spolia opima, un dels majors honors a l'antiga Roma, en matar Viridòmar, el cap dels gals, en un combat personal.[8]
- Escipió Calvus conquereix Acerrae, i després, Mediolanum, la ciutat més important, i els ínsubres es sotmeten incondicionalment. Escipió va tenir un paper important durant tota la campanya o potser la principal, però només Marcel va rebre els honors del triomf.[9][10]

## Necrològiques
- Mort de Ptolemeu III Evèrgetes I, rei d'Egipte de causes naturals. El succeeix el seu fill gran Ptolemeu IV Filopàtor.[11]
- Ctesibi, inventor i matemàtic nascut a Alexandria el 284 aC.[12]